# Michel Modo
Pour les articles homonymes, voir Modo et Goi.
Michel Modo, né Michel Goi le 30 mars 1937 à Carpentras, dans le Vaucluse, et mort le 24 septembre 2008 à Vaires-sur-Marne, en Seine-et-Marne, est un acteur et fantaisiste français.

## Biographie

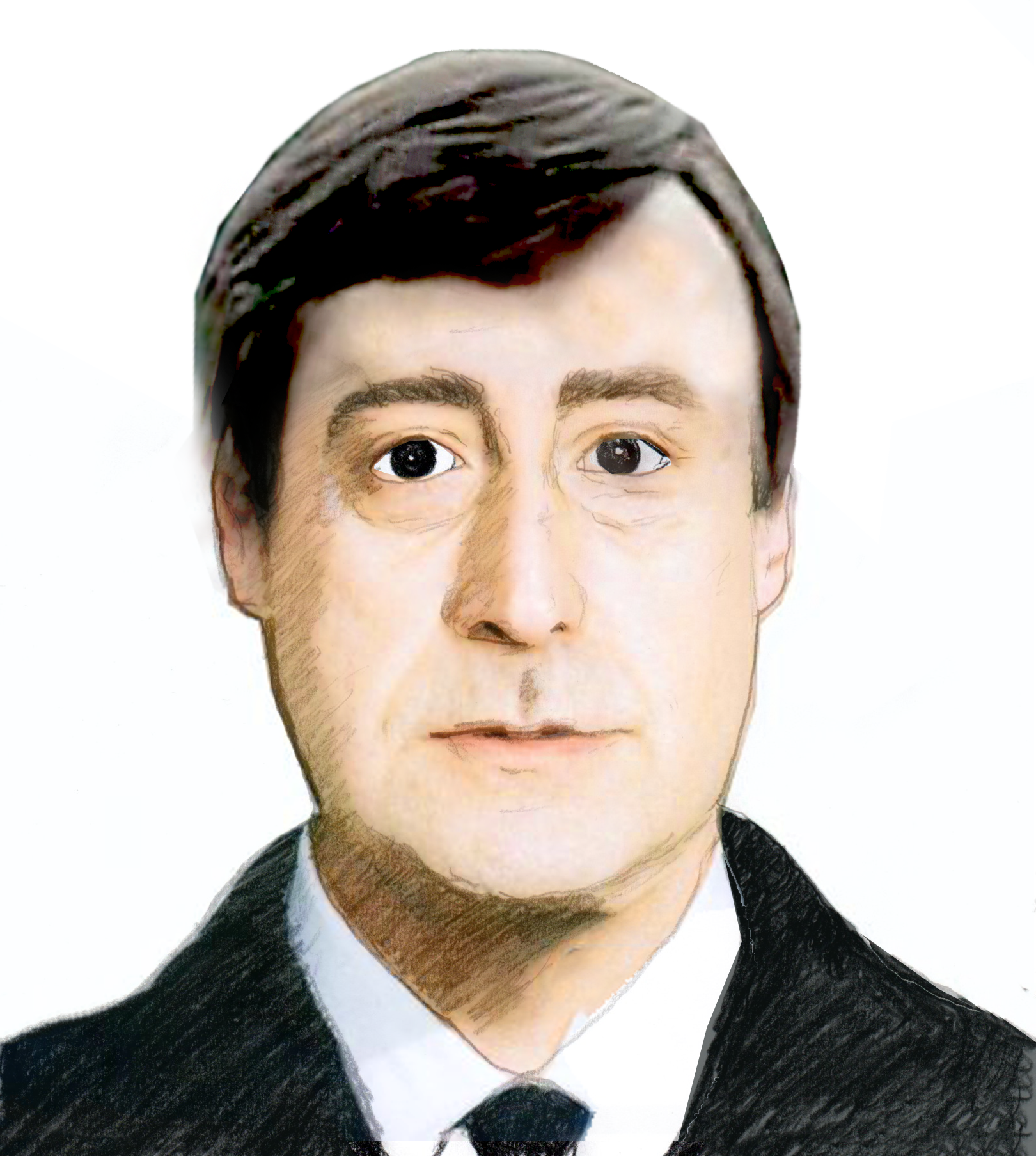
Son comparse Guy Grosso, avec lequel il forme un duo d'humoristes.

Il est surtout connu en France pour avoir constitué dès la fin des années 1950 un duo comique, Grosso et Modo, avec l'acteur Guy Grosso. Ce duo apparaîtra dans de nombreux films avec Louis de Funès, dont la série du Gendarme de Saint-Tropez, où ils interpréteront les rôles des gendarmes Tricard et Berlicot aux côtés de Michel Galabru, Jean Lefebvre et Christian Marin. Ils sont aussi Lecoing et Laflûte dans Le Songe d'une nuit d'été de Jean-Christophe Averty qui les dirigera à maintes reprises dans ses téléfilms et « shows » musicaux aux côtés d'un autre duo comique constitué de Michel Muller  et Jacques Ferrière.
Entre 1993 et 1997, il est un acteur récurrent de la série télévisée Highlander : Maurice, personnage humoristique caractérisant le Français moyen.
En décembre 2005, il joue dans le feuilleton télévisé Plus belle la vie aux côtés de Colette Renard. Il y incarne un clochard philosophe déguisé en Père Noël.
Il a doublé également plusieurs personnages récurrents dans la version française de la série animée Les Simpson. À sa mort brutale en 2008 à l'âge de 71 ans, lors du doublage des derniers épisodes de la saison 19, il est remplacé au pied-levé par Gérard Rinaldi qui meurt à son tour d'un lymphome  le 2 mars 2012.

## Filmographie

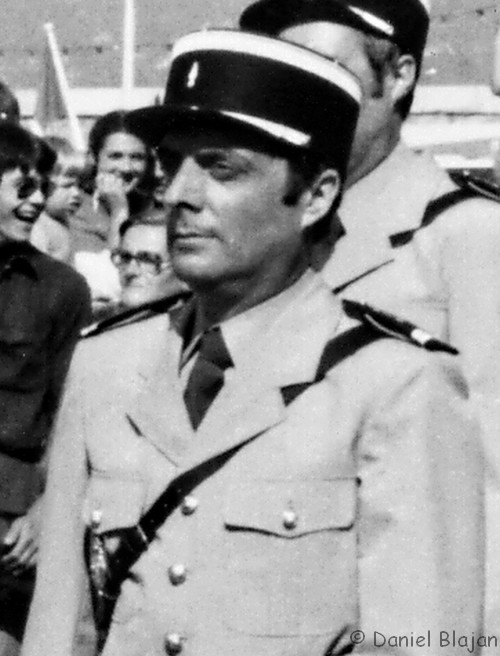
Modo en 1978, lors du tournage Le Gendarme et les Extraterrestres, à Saint Tropez.

### Cinéma
- 1959 : Le Petit Prof de Carlo Rim : Luciani, un appelé de 1946
- 1961 : La Belle Américaine de Robert Dhéry : Slovak, un ouvrier à la chaîne
- 1961 : Tout l'or du monde, de René Clair : Tony
- 1963 : Carambolages de Marcel Bluwal : Le facteur
- 1963 : Kriss Romani de Jean Schmidt : Le garde de Pilate
- 1963 : Bébert et l'Omnibus de Yves Robert : un gendarme
- 1964 : Le Gendarme de Saint-Tropez de Jean Girault : Maréchal des logis Jules Berlicot
- 1964 : Les Gorilles de Jean Girault : Un agent cycliste
- 1964 : La cloche de Jean Lhote : court métrage
- 1964 : Et si c'était une sirène de Jean Schmidt : court métrage
- 1965 : Le Corniaud de Gérard Oury : un douanier
- 1965 : La Tête du client de Jacques Poitrenaud : Le collègue de François-Joseph
- 1965 : Pleins feux sur Stanislas de Jean-Charles Dudrumet : L'agent à bicyclette qui verbalise #2
- 1965 : Le Gendarme à New York de Jean Girault : Maréchal des logis Jules Berlicot
- 1966 : Le Grand Restaurant de Jacques Besnard : Roger, un serveur
- 1966 : La Grande Vadrouille de Gérard Oury : le soldat allemand qui louche
- 1967 : Un homme de trop de Costa-Gavras : le juif torturé
- 1967 : La Grosse Pagaille de Steno : Fritz, l'assistant de Vogel
- 1968 : Le Petit Baigneur de Robert Dhéry : uniquement coscénariste
- 1968 : Le Gendarme se marie de Jean Girault : Maréchal des logis Jules Berlicot
- 1970 : Le Gendarme en balade de Jean Girault : Maréchal des logis Jules Berlicot
- 1971 : Le Cri du cormoran le soir au-dessus des jonques de Michel Audiard : Marcel, le policier
- 1973 : L’Histoire très bonne et très joyeuse de Colinot Trousse-Chemise de Nina Companeez : Le frère Robichon
- 1974 : La Grande Nouba de Christian Caza : uniquement coscénariste
- 1975 : Opération Lady Marlène de Robert Lamoureux : Samsonnet
- 1975 : On a retrouvé la septième compagnie de Robert Lamoureux : le soldat allemand ordonnant de rester groupir
- 1977 : Ne me touchez pas... de Richard Guillon : Albert
- 1977 : Le mille-pattes fait des claquettes de Jean Girault : le gendarme
- 1978 : Les Bidasses au pensionnat de Michel Vocoret : Sergent Michaud
- 1978 : Liebesgrüße aus der Lederhose, 5. Teil: Die Bruchpiloten vom Königssee de Gunter Otto : Konrad Zillich
- 1979 : Le Gendarme et les Extraterrestres de Jean Girault : Maréchal des logis Jules Berlicot
- 1979 : Nous maigrirons ensemble de Michel Vocoret : le clerc de notaire
- 1980 : L'Avare de Jean Girault et Louis de Funès : la Merluche
- 1981 : Pétrole ! Pétrole ! de Christian Gion : Alain Terrieur
- 1981 : Le jour se lève et les conneries commencent de Claude Mulot : Norbert
- 1981 : Les Bidasses aux grandes manœuvres de Raphaël Delpard : Sergent Merlin
- 1981 : Si ma gueule vous plaît de Michel Caputo : le vendeur du sex-shop
- 1982 : Le Gendarme et les Gendarmettes de Jean Girault et Tony Aboyantz : Maréchal des logis Jules Berlicot
- 1983 : Le Braconnier de Dieu  de Jean-Pierre Darras : le président du bureau de vote
- 1983 : Les Planqués du régiment de Michel Caputo : Adjudant Badubec
- 1986 : L'Exécutrice de Michel Caputo : Le commissaire
- 1990 : La Gloire de mon père d'Yves Robert : Le facteur
- 1990 : Le Château de ma mère d'Yves Robert : Le facteur
- 1993 : Pétain de Jean Marbœuf : Pierre Pucheu
- 1993 : Jour de fauche de Vincent Monnet (court métrage)
- 1995 : Quand je serai grand, mon père il sera policier de Vincent Monnet (court métrage)
- 1996 : Sa femme à moi de Olivier Pouteau : André Léonard (court métrage)
- 1998 : Bimboland d'Ariel Zeitoun : Aristide Roumestan
- 2006 : Poltergay d'Éric Lavaine : Henri 'Nanny' Bernier, le patron du bar

### Télévision
- 1964-1982 : 79 émissions avec Jean-Christophe Averty
- 1966 : Gerfaut de François Gir
- 1966 : La 99ème minute de François Gir
- 1967 : À Saint-Lazare de François Gir : L'employé de la gare
- 1969 : L'atelier Prévert-Derlon, épisode Les menottes de Robert Bober : Antoine - également coscénariste et codialoguiste
- 1970 : Les Six jours de Arlen Papazian : Dupont
- 1971 : Au théâtre ce soir : de Pierre Sabbagh, épisode Herminie : Jean-Baptiste
- 1972 : Allo... Juliette de Guy Grosso et Michel Modo, réalisation Jacques Pierre - uniquement coscénariste
- 1973 : Les Cinq Dernières Minutes, épisode Un gros pépin dans le chasselas de Claude-Jean Bonnardot : Pierre Pégoux
- 1974 : Le vagabond de Claude-Jean Bonnardot : Léon
- 1977 : L'inspecteur mène l'enquête de Luc Godevais, épisode Les adorateurs du Cosmos
- 1977 : Commissaire Moulin de Claude-Jean Bonnardot, épisode Cent mille soleils : Inspecteur Janin
- 1978 : Au théâtre ce soir de Pierre Sabbagh, épisode Nuit folle : Ben
- 1978 : Les samedis de l'histoire de Jean-François Delassus, épisode Lazare Carnot ou Le glaive de la révolution : Couthon
- 1978 : Pourquoi tuer le pépé ? de Edmond Tiborovsky : Le chef Chatonnay
- 1978 : Les samedis de l'histoire de Jean-François Delassus, épisode  La banqueroute de Law : Victor
- 1978 : Au théâtre ce soir de Pierre Sabbagh, épisode Les Coucous : Georges Despeu
- 1980 : C'est pas Dieu possible de Edmond Tiborovsky : Lapalme
- 1982 : L'honneur de Barberine de Edmond Tiborovsky : Le gendarme #1
- 1986 : Monte Carlo de Anthony Page : le policier au barrage routier
- 1987 : Les Cinq Dernières Minutes de Franck Apprederis, épisode Claire obscure : Yves Lacaze
- 1987 : French in Action de Pierre J. Capretz : Oncle Victor
- 1988 : Hemingway de Bernhard Sinkel
- 1988 : King of the Olympics: The Lives and Loves of Avery Brundage de Lee Philips : Clarke-Flores
- 1989 : Un comte des deux villes (A Tale of Two Cities) de Philippe Monnier : L'officier de la garde
- 1992 : Runaway Bay de Gerry Mill, épisode Treasure Hunt : Professeur Laroche
- 1992 : Runaway Bay de Gerry Mill, épisode  Curse of the Monkey's Skull : Professeur Laroche
- 1992 : Taxi-girl de Jean-Dominique de la Rochefoucault : Louis Descamps (également coscénariste)
- 1992 : Bienvenue à Bellefontaine de Gérard Louvin : Persouard
- 1993 : Runaway Bay de Xavier Castano, épisode Bombs Away : Professeur Laroche
- 1994/1995 :  Highlander de Peter Ellis, Dennis Berry, Bruno Gantillon, Paolo Barzman, Mario Azzopardi : Maurice
- 1996 : Le Juste de Franck Apprederis, épisode Sonate pour Juliette : Le Franc, l'adjoint
- 1997 : Highlander de Adrian Paul, épisode The Modern Prometheus : Maurice
- 1998 : Les Vacances de l'amour de Pat Le Guen-Tenot, épisode Panique : Monsieur Martin
- 1999 : Mélissol de Jean-Pierre Igoux : Zanzi
- 2000 : Sydney Fox, l'aventurière (Relic Hunter) de Jean-Pierre Prévost, épisode Love Letter : l'avocat Hugo Murnau
- 2000 : Malcolm : M. Woodward (Dave Gruber Allen) et un clochard (saison 2, épisode 19)
- 2001 : L'Impasse du cachalot de Élisabeth Rappeneau : le médecin
- 2002 : The Shield : le révérend Neal Cook (Dick Anthony Williams) (2 épisodes)
- 2003 : Preuve à l'appui : Otis (Damien Leake)
- 2003 : Lagardère de Henri Helman : L'ambassadeur
- 2004 : Maigret de Laurent Heynemann, épisode Maigret et le clochard : le patron du bougnat
- 2005 : Plus belle la vie de Thierry Boscheron, Marie Petit de la Vega, Félix Olivier, Eric Summer : le «Père Noël»
- 2005 : Desperate Housewives : un client d’un club de strip-tease
- 2005 -2006 : Desperate Housewives : Noah Taylor (Bob Gunton)
- 2005 : Beau masque de Peter Kassovitz : l'oncle
- 2006 : SOS 18 de Bruno Garcia, épisode Chienne de vie : Martial
- 2007 : Rendez-moi justice de Denys Granier-Deferre : Me Leclerc
- 2007 : Central nuit de Olivier Barma, épisode Une affaire d'honneur : le concierge du lycée
- 2007 : Monk, épisode Monk prend la route : Jack Monk (Dan Hedaya)
- 2008 : Ah, c'était ça la vie ! de Franck Apprederis : le vieux Boris

## Théâtre

### Comédien
- 1957 : Pommes à l'anglaise de Robert Dhéry, Colette Brosset, mise en scène de l’auteur, musique Gérard Calvi, Théâtre de Paris
- 1962 : La Grosse Valse de Robert Dhéry, mise en scène de l’auteur, musique Gérard Calvi, Théâtre des Variétés
- 1970 : Herminie de Claude Magnier, mise en scène Michel Vocoret, Théâtre des Nouveautés
- 1974 : Duos sur canapé de Marc Camoletti, mise en scène de l'auteur, Théâtre Michel
- 1975 : Duos sur canapé de Marc Camoletti, mise en scène de l'auteur, Théâtre Michel
- 1976 : Duos sur canapé de Marc Camoletti, mise en scène de l'auteur, Théâtre Michel
- 1978 : Les Coucous de Guy Grosso et Michel Modo, mise en scène de Michel Roux, théâtre Daunou
- 1984 : SOS homme seul de Jacques Vilfrid, mise en scène : Robert Manuel, avec Pierre Douglas, théâtre Daunou
- 1985 : Les Coucous de Guy Grosso et Michel Modo, mise en scène de Michel Modo, Théâtre Municipal d'Orléans
- 1993 : Faites comme chez nous de Guy Grosso et Michel Modo, mise en scène Daniel Colas, avec Jean Lefebvre
- 1996 : Cinéma parlant de Julien Vartet, mise en scène Daniel Colas, Théâtre des Mathurins
- 1997 : Grison IV de Julien Vartet, mise en scène Gérard Savoisien, Théâtre des Mathurins

### Metteur en scène
- 1983 - 1984 : L'Entourloupe d'Alain Reynaud-Fourton, avec Michel Galabru, Théâtre des Nouveautés, Paris, Théâtre des Célestins, Lyon, Théâtre Municipal, Saint Nazaire
- 1985 : Les Coucous de Guy Grosso et Michel Modo, Théâtre Municipal, Orléans

## Doublage

### Cinéma

#### Films
- Pat McCormick dans :
  - Tu fais pas le poids, shérif ! (1980) : Big Enos Burdette
  - Smokey and the Bandit Part 3 (1983) : Big Enos Burdette

- Philip Bosco dans :
  - Trois Hommes et un bébé (1987) : l'inspecteur Melkowitz
  - Hold-up à New-York (1990) : le chauffeur du bus

- Kevin Clash dans :
  - Les Tortues Ninja (1990) : Splinter (voix)
  - Les Tortues Ninja 2 (1991) : Splinter (voix)

- Jon Polito dans :
  - Miller's Crossing (1990) : Johnny Caspar
  - Fluke (1995) : le patron

- 1954[1] : L'Étrange Créature du lac noir : Dr Carl Maia (Antonio Moreno)
- 1962[2] : Lawrence d'Arabie : M. Dryden (Claude Rains)
- 1974 : Spéciale Première : Earl Williams (Austin Pendleton)
- 1978[3] : La Grande Menace : M. Pennington (Robert Lang)
- 1986 : Club Paradis : Voit Zerbe (Brian Doyle-Murray)
- 1988 : Qui veut la peau de Roger Rabbit : R. K. Maroon (Alan Tilvern)
- 1988 : Nico : le lieutenant Frank Strozah (Joseph F. Kosala)
- 1989 : Indiana Jones et la Dernière Croisade : l'homme en complet blanc et au chapeau Panama (Paul Maxwell)
- 1989 : Opération Crépuscule : le lieutenant Milan Delich (Dennis Franz)
- 1989 : Mélodie pour un meurtre : le groom (Ty Templeton)
- 1990 : Chasseur blanc, cœur noir : Ogilvy, le chasseur blanc (Conrad Asquith)
- 1992 : Boomerang : Nelson (Geoffrey Holder)
- 1993 : Les Tortues Ninja 3 : Splinter (James Murray)
- 1994 : Muriel : Bill Heslop (Bill Hunter)
- 1995 : Mortal Kombat : le réalisateur du film de Johnny Cage (Sandy Helberg)
- 1997 : Bean : George Grierson (Harris Yulin)
- 1997 : Un Indien à New York : George Langston (Bob Dishy)
- 1997 : Affliction : Glen Whitehouse (James Coburn)
- 1997 : L'Associé du diable : Eddie Barzoon (Jeffrey Jones)
- 1998 : Loin du paradis : M. Volgecherev, le père de « Shérif » (Raymond J. Barry)
- 2000 : Morceaux choisis : Unojo (Jorge Cervera Jr.)
- 2001 : Chevalier : John Thatcher (Christopher Cazenove)
- 2002 : En eaux troubles : Bull Hardwick (Tom Bower)
- 2002 : Nicholas Nickleby : Vincent Crummles (Nathan Lane)
- 2004 : De-Lovely : Gerald Murphy (Kevin McNally)

#### Films d'animation
- 1976 : La Flûte à six Schtroumpfs : Pirlouit
- 1979 : Les Fabuleuses Aventures du légendaire baron de Munchausen : Cavallo
- 1987 : Le Big Bang : le conseiller
- 1987 : Alice de l'autre côté du miroir : ?
- 1994 : Poucelina : M. Miro
- 2000 : Kuzco, l'empereur mégalo : le chef cuisinier du restaurant
- 2000 : Titanic, la légende continue : Fritz
- 2004 : Mauvaise graine : Antonin (court métrage)
- 2007 : Les Simpson, le film : Seymour Skinner, Charles Montgomery Burns, Krusty, Clancy Wiggum, Dr Hibbert, Dr Nick, Kang, Marvin Monroe, Kent Brockman, Joe Quimby, Tahiti Mel, Hans Taupeman, Gil Gunderson et Tahiti Bob

### Télévision

#### Séries télévisées
- Bob Gunton dans :
  - Desperate Housewives (2004-2006) : Noah Taylor (10 épisodes)
  - Nip/Tuck (2005) : l'agent Sagamore (saison 3)
  - DOS : Division des opérations spéciales (2006) : le général Hughes (saison 1, épisodes 13 et 22)

- 1986-1987 : Dynastie 2 : Les Colby : Lucas Carter (Kevin McCarthy) (saison 2)
- 1993 : Wild Palms : Tully Woiwode (Nick Mancuso) (mini-série)
- 2000 : Secret Agent Man : Roan Brubeck (Paul Guilfoyle) (12 épisodes)
- 2001-2002 : Le Journal intime d'un homme marié : Randall Evans (M. Emmet Walsh) (7 épisodes)
- 2002 : The Shield : le révérend Neal Cook (Dick Anthony Williams) (saison 1, épisodes 8 et 12)
- 2002-2003 : Baby Bob (en) : Sam Spencer (Elliott Gould) (14 épisodes)
- 2004 : À la Maison-Blanche : Nizar Farad, le président palestinien (Makram Khoury) (saison 6)
- 2004-2006 : Deadwood : Whitney Ellsworth (Jim Beaver) (1re voix, saisons 1 à 3)
- 2006-2007 : Big Love : Roman Grant (Harry Dean Stanton) (1re voix, saisons 1 et 2)

#### Séries d'animation
- 1989-2008 : Les Simpson : Seymour Skinner, Charles Montgomery Burns, Krusty le Clown, Clancy Wiggum, Dr Hibbert, Dr. Nick, Gros Tony, Kang, Kirk Van Houten, le juge Snyder, Horatio McCallister, Jasper Beardley, le riche texan, Luigi Risotto, Marvin Monroe, Kent Brockman, Joe Quimby, Tahiti Mel, Hans Taupeman, Gil Gunderson, Tahiti Bob et voix additionnelles
- 1992 : Spirou : Le maire de Champignac
- 1992 : Batman, la série animée : Rupert Thorne, Killer Croc, Ra's al Ghul
- 1992 : La Légende de Croc-Blanc
- 1993 : Animaniacs : Ralph le gardien
- 1999 : Hercule : Trivia (épisode Hercule et la piscine de l’oubli)
- 1999 : Timon et Pumbaa : voix additionnelles (saison 3)
- 2001 : Les Nouvelles Aventures de Lucky Luke : le professeur Hill Radoth, Otto Bretzel et voix additionnelles
- 1997-2000 : Pepper Ann : Jojo Diggety, Charles "Chuck" Pearson, Shelf McClain, M. Clapper, voix additionnelles
- 2003-2004 : Moi Willy, fils de rock star : le père de Quincy (2e voix - saison 2)

### Jeu vidéo
- 2003 : The Simpsons: Hit and Run : Kang, Krusty le clown, Diamond Joe Quimby, Kent Brockman, Charles Montgomery Burns, Clancy Wiggum, Seymour Skinner, Nick Riviera, McCallister, Hans Moleman et Julius Hibbert

## Autres activités liés aux domaines artistiques
- Il a écrit de courtes nouvelles parues dans le Trombone illustré supplément du magazine Spirou en 1977. Il avait rencontré Yvan Delporte (responsable de ce supplément) à l'occasion du doublage du dessin animé La Flûte à six Schtroumpfs (1976) dans lequel il assurait la voix de Pirlouit.
- Il a écrit les textes de plusieurs chansons de son ami Henri Salvador :
  - sur l'album Tant de temps : Une belle journée, Mes petites préférences, Ca leur passera, Doucement (1999, publié en 2012)
  - sur l'album Chambre avec vue : J'ai vu (2000), repris par Lisa Ono sur l'album Dans mon île (2003)
  - sur l'album Ma chère et tendre : Itinéraire, J'ai tant rêvé (2003), repris par Céline Rudolph sur l'album Salvador (2011)

### Grosso et Modo
- 1957 : Pommes à l’anglaise : un spectacle musical de Robert Dhéry et Colette Brosset, musique de Gérard Calvi, avec Jean Lefebvre, Jacques Legras, Guy Grosso, Michel Modo, Robert Rollis, Philippe Dumat, Ross Parker, Yvette Dolvia, Janine de Waleyne, enregistrement en public au théâtre de Paris
- 1962 : La Grosse Valse : un spectacle musical de Robert Dhéry et Colette Brosset, musique de Gérard Calvi, paroles de André Maheux, avec Louis de Funès, Jacques Legras, Guy Grosso, Michel Modo, Pierre Tornade, Liliane Montevecchi, Françoise Moncey, Janine de Waleyne, Annick Tanguy, Robert Burnier, Bernard Cara, Marthe Serres, Robert Destain, Jacques Marchand, Jean Roucher, Romuald Figuier, enregistrement en public au théâtre des Variétés
- 1973 : Passe-moi le beurre (tango) (Maurice Villeroy, Perez Pilar) / Emancipacion(e) (Jean-Claude Pelletier, Guy Grosso, Michel Modo), orchestre Jean-Claude Pelletier, chant Guy Grosso et Michel Modo
- 1975 : Pif, son premier disque / Moi, je suis le plus plus (Jean-Louis Méchali, Michel  Modo, Phillipe Gavardin), chant Michel Modo et Alexandre avec la participation des élèves du Conservatoire de Châtillon, voix Guy Grosso et José Cabrero Arnal
- 1980 : L'Avare : auteur Molière, musique Jean Bizet, direction d'orchestre Patrick Marchand, chef de chœurs Raphaël Passaquet, avec Louis de Funès (Harpagon), Michel Galabru (Maître Jacques), Bernard Menez (La Flèche), Claude Gensac (Frosine), Frank David (Cléante), Claire Dupray (Elise) Hervé Bellon (Valère), Anne Caudry (Marianne), Georges Audoubert (Anselme), Max Montavon (Maïtre Simon), Guy Grosso (Brindavoine), Michel Modo (La Merluche), Henri Genès (le commissaire), Micheline Bourday (Dame Claude), Gaëlle Legrand (1ère servante), Claire Favretto (2éme servante), Pierre Aussédat (le clerc), Madeleine Barbulée (mère de Marianne)

### Michel Modo
- 1971 : Le voyage de Caroline : adapté de Pierre Probst par Jacqueline Pierre, Lucienne Gomot, orchestre Jean Baitzouroff, avec Anna Gaylor, Danielle Volle, Linette Lemercier, Marguerite Cassan, Sylvie Bergame, Michel Modo
- 1972 : Buffalo Bill et l'épopée du Far-West : écrit par Claude Appell, récitant François Périer, avec Edward Meeks, Gaëtan Jor, Jean Bolo, Jean-Paul Coquelin, Michel Derain, Michel Modo
- 1976 : La flûte à six Schtroumpfs : Michel Modo : Ode au vainqueur, La ballade de la gente dame, La leçon de Schtroumpf (avec Jacques Marin, Michel Elias), musique Michel Legrand, paroles Yvan Delporte
- 1979 : Les fabuleuses aventures du légendaire Baron de Münchausen : Michel Modo : Chanson des compagnons (avec Jacques Marin, Alexandre Rignault, Christian Duvaleix, Maurice Chevit, musique Michel Legrand, paroles Claude Lemesle, orchestrations Armand Migiani
- 1988: Qui Veut La Peau De Roger Rabbit? : écrit par Gary K. Wolf et Ron Kidd, adaptation Lucien Adès, musique Alan Silvestri, orchestre The London Symphony Orchestra, récitant Michel Derain, avec Luq Hamet, Denise Metmer, Gilbert Levy, Marc de Georgi, Pierre Hatet, Tania Torrens, Michel Modo

### Grosso et Modo
- 2004 : Les grands duos comiques - Grosso & Modo : compilation de sketches, DVD, 1 h 45 min, bonus : Grosso & Modo en chanteurs, abécédaire des souvenirs de Michel Modo

### Michel Modo
- 1984 : SOS homme seul : Auteur du texte : Jacques Vilfrid, Metteur en scène : Robert Manuel, Décors : Arthur Alballain, Acteurs : Pierre Douglas, Michel Modo, Denise Virieux, Enregistrement en public au théâtre Daunou, Paris, Réalisateur : Jean Pignol, DVD, 1 h 52 min